# Echipa națională de handbal feminin a României
Pentru reprezentativa masculină, vezi Echipa națională de handbal masculin a României.
Pentru reprezentativa feminină de tineret, vezi Echipa națională de handbal feminin pentru tineret a României.
Pentru reprezentativa feminină de junioare, vezi Echipa națională de handbal feminin pentru junioare a României.
Echipa feminină de handbal a României este echipa națională care reprezintă România în competițiile interțări oficiale sau amicale de handbal feminin.

## Palmares

### Internațional
Campionatul Mondial (în 7 jucătoare)
- medalie de aur în 1962
- medalie de argint în 1973 și 2005
- medalie de bronz în 2015

Campionatul Mondial (în 11 jucătoare)
- medalie de aur în 1956 și 1960

Campionatul European
- medalie de bronz în 2010

### Turnee amicale
Cupa Mondială GF
- medalie de aur în 2009 și 2010
- medalie de argint în 2006

## Rezultate

### Rezultate olimpice

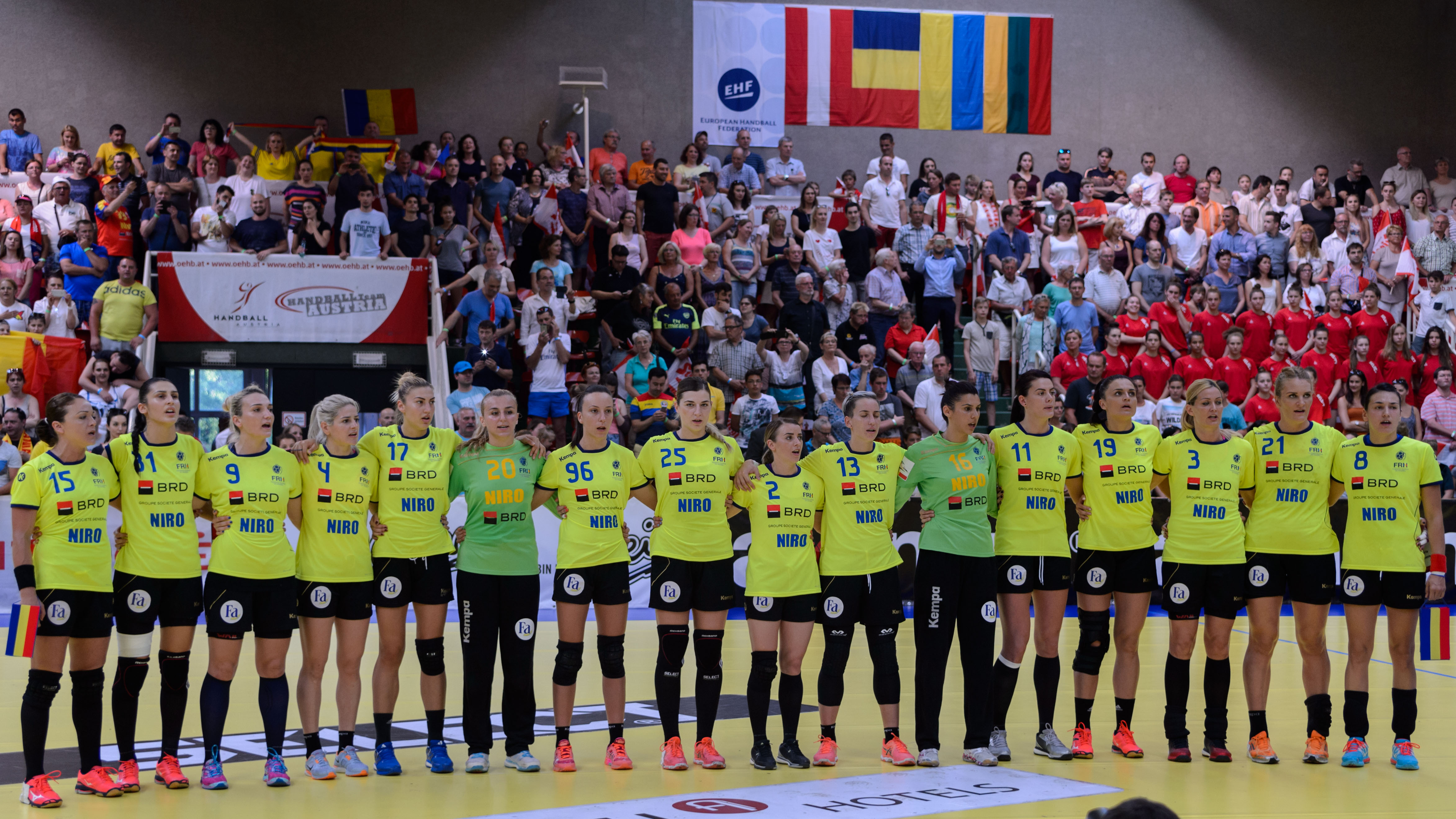
Echipa României înaintea unui meci contra Austriei, pe 13 iunie 2017.

Până în prezent, echipa națională de handbal feminin a României nu s-a calificat decât la patru turnee olimpice. Cea mai bună clasare a fost la Olimpiada de vară din 1976, unde România a obținut locul 4.
| An   | Poziție          |
| ---- | ---------------- |
| 2024 | Nu s-a calificat |
| 2020 | Nu s-a calificat |
| 2016 | Locul 9          |
| 2012 | Nu s-a calificat |
| 2008 | Locul 7          |
| 2004 | Nu s-a calificat |
| 2000 | Locul 7          |
| 1996 | Nu s-a calificat |
| 1992 | Nu s-a calificat |
| 1988 | Nu s-a calificat |
| 1984 | Nu s-a calificat |
| 1980 | Nu s-a calificat |
| 1976 | Locul 4          |

#### Handbaliste în All-Star Team la Jocurile Olimpice
Ramona Maier (2008)

#### Cea mai bună marcatoare la Jocurile Olimpice
Ramona Maier (2008), 56 de goluri

### Rezultate la Campionatul Mondial

#### Campionatul Mondial în sală (în 7 jucătoare)

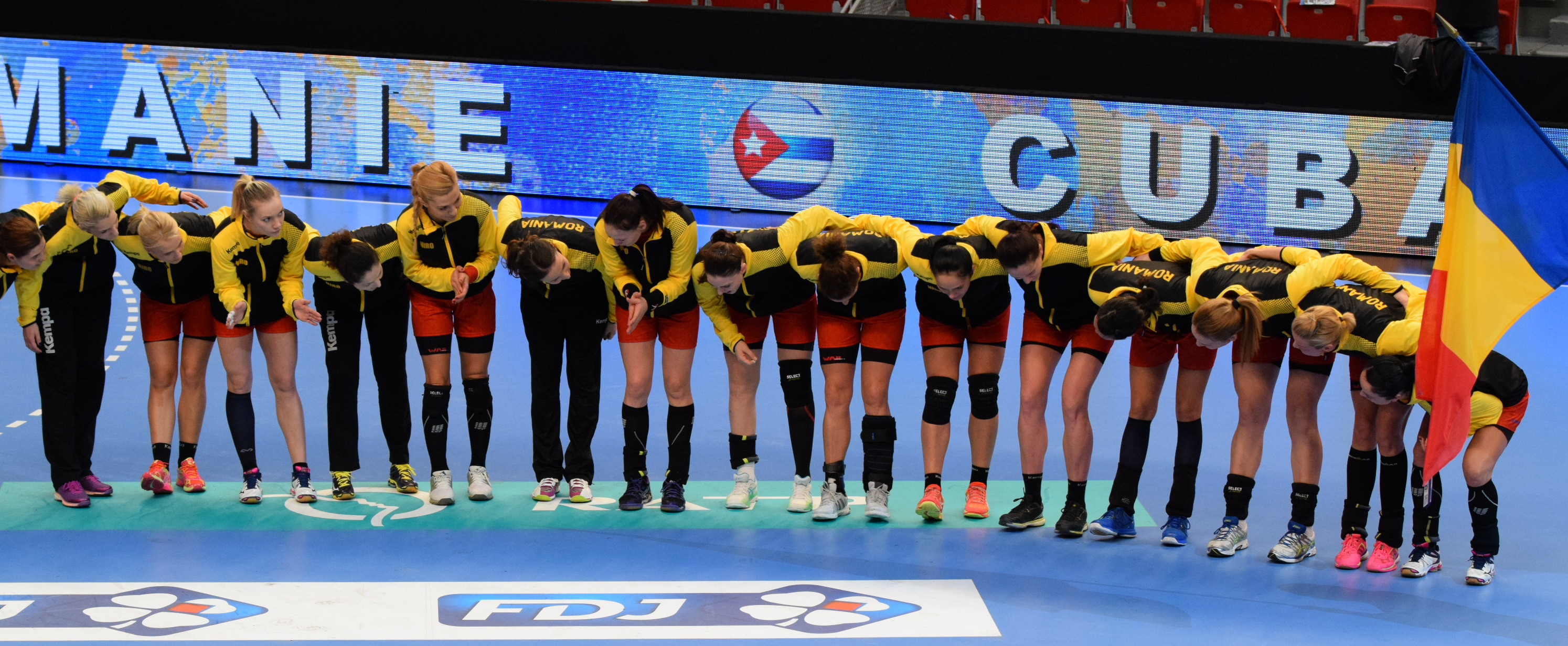
Echipa României înaintea unui meci contra Cubei, pe 29 noiembrie 2015.

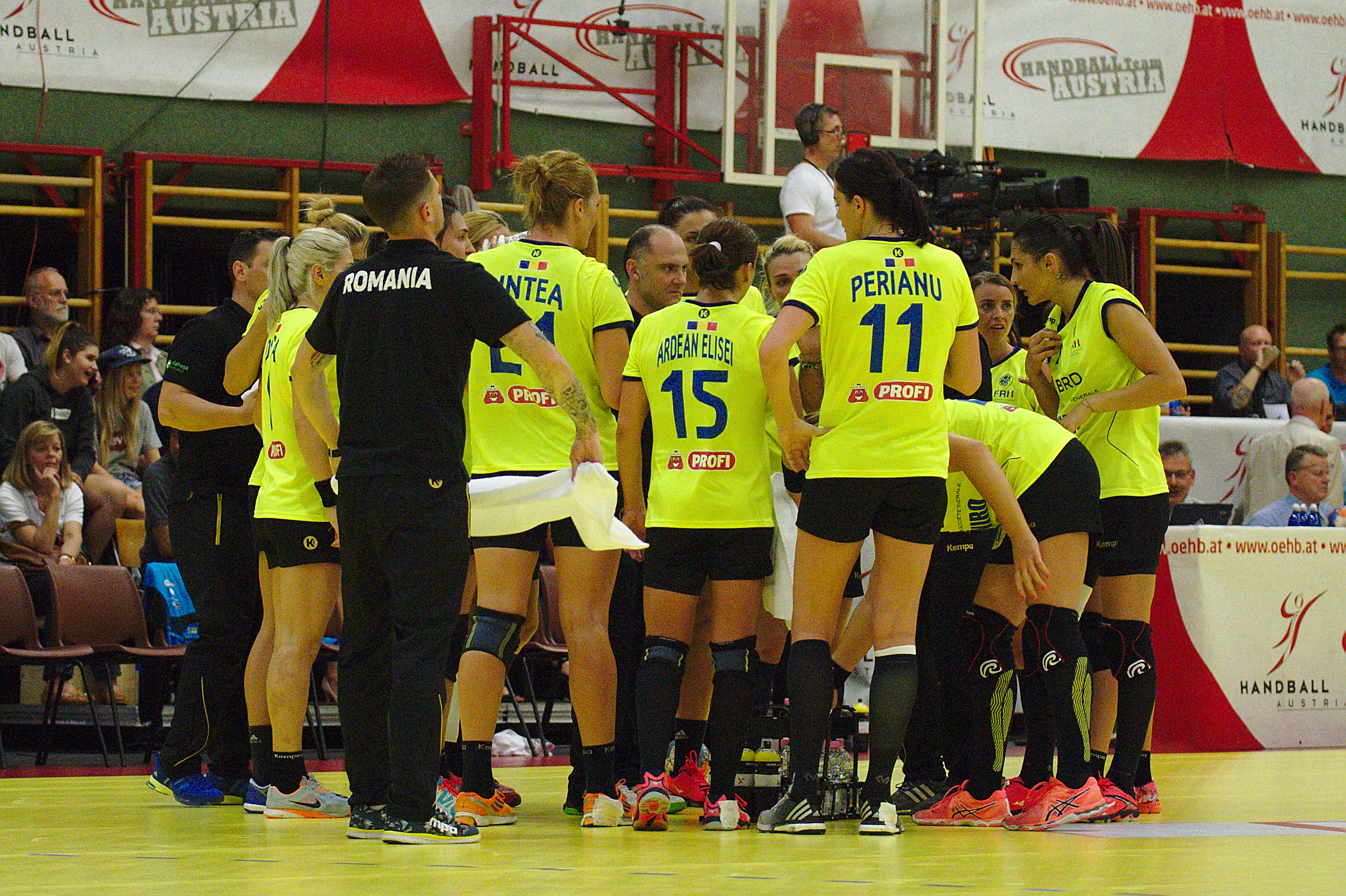
Time-out al echipei României în timpul unui meci contra Austriei, pe 13 iunie 2017.

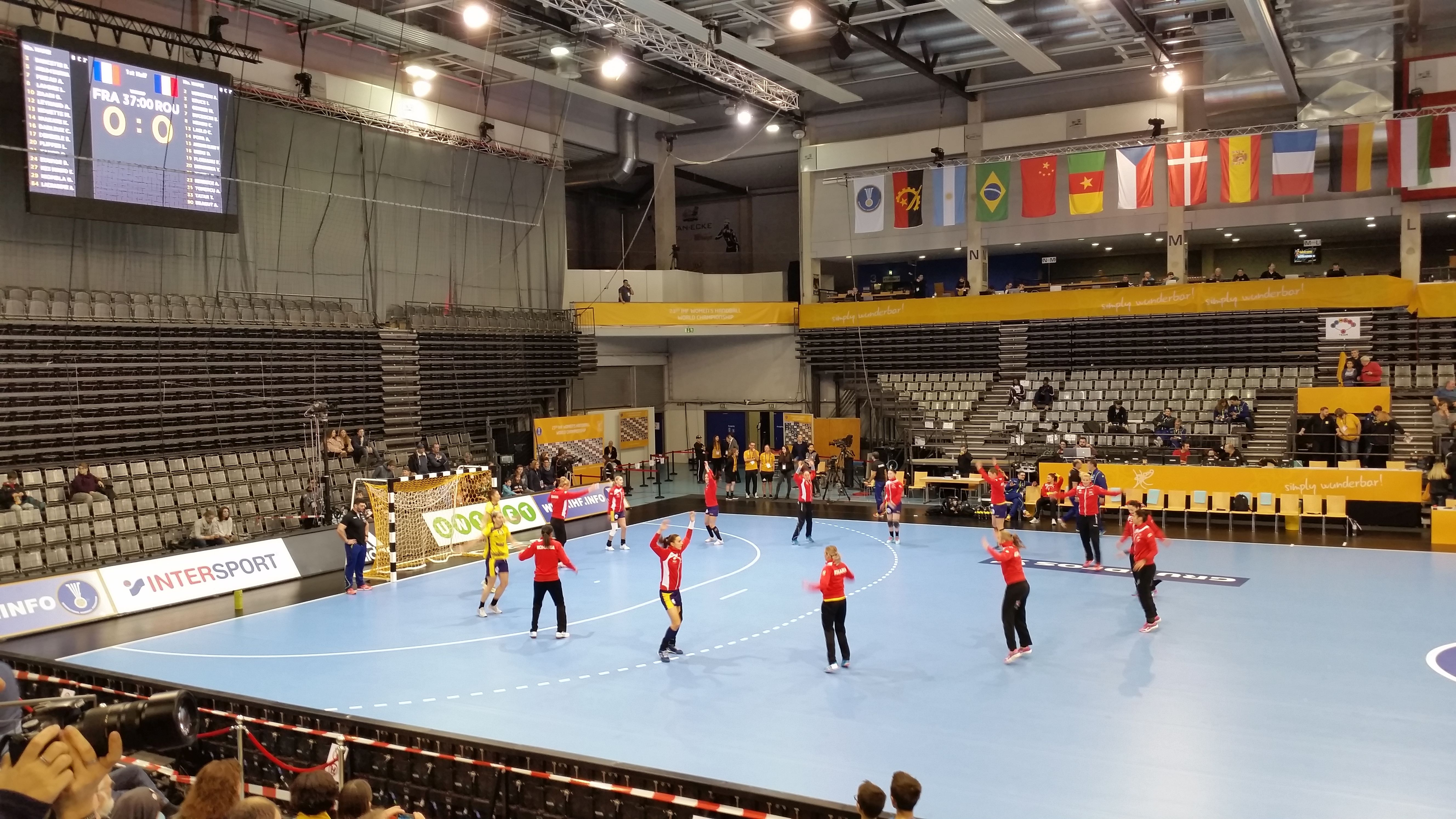
Echipa României încălzindu-se înaintea unui meci contra Franței la Campionatul Mondial din 2017.

România este singura țară a cărei echipă națională a participat la toate edițiile Campionatului Mondial.
| An   | Poziție      |
| ---- | ------------ |
| 2027 |              |
| 2025 | calificată   |
| 2023 | Locul 12     |
| 2021 | Locul 13     |
| 2019 | Locul 12     |
| 2017 | Locul 10     |
| 2015 | Locul 3      |
| 2013 | Locul 10     |
| 2011 | Locul 13     |
| 2009 | Locul 8      |
| 2007 | Locul 4      |
| 2005 | Locul 2      |
| 2003 | Locul 10     |
| 2001 | Locul 17     |
| 1999 | Locul 4      |
| 1997 | Locul 12     |
| 1995 | Locul 7      |
| 1993 | Locul 4      |
| 1990 | Locul 7      |
| 1986 | Locul 5      |
| 1982 | Locul 8      |
| 1978 | Locul 7      |
| 1975 | Locul 4      |
| 1973 | Locul 2      |
| 1971 | Locul 4      |
| 1965 | Locul 6      |
| 1962 | Câștigătoare |
| 1957 | Locul 9      |

#### Campionatul Mondial pe teren de sport (în 11 jucătoare)

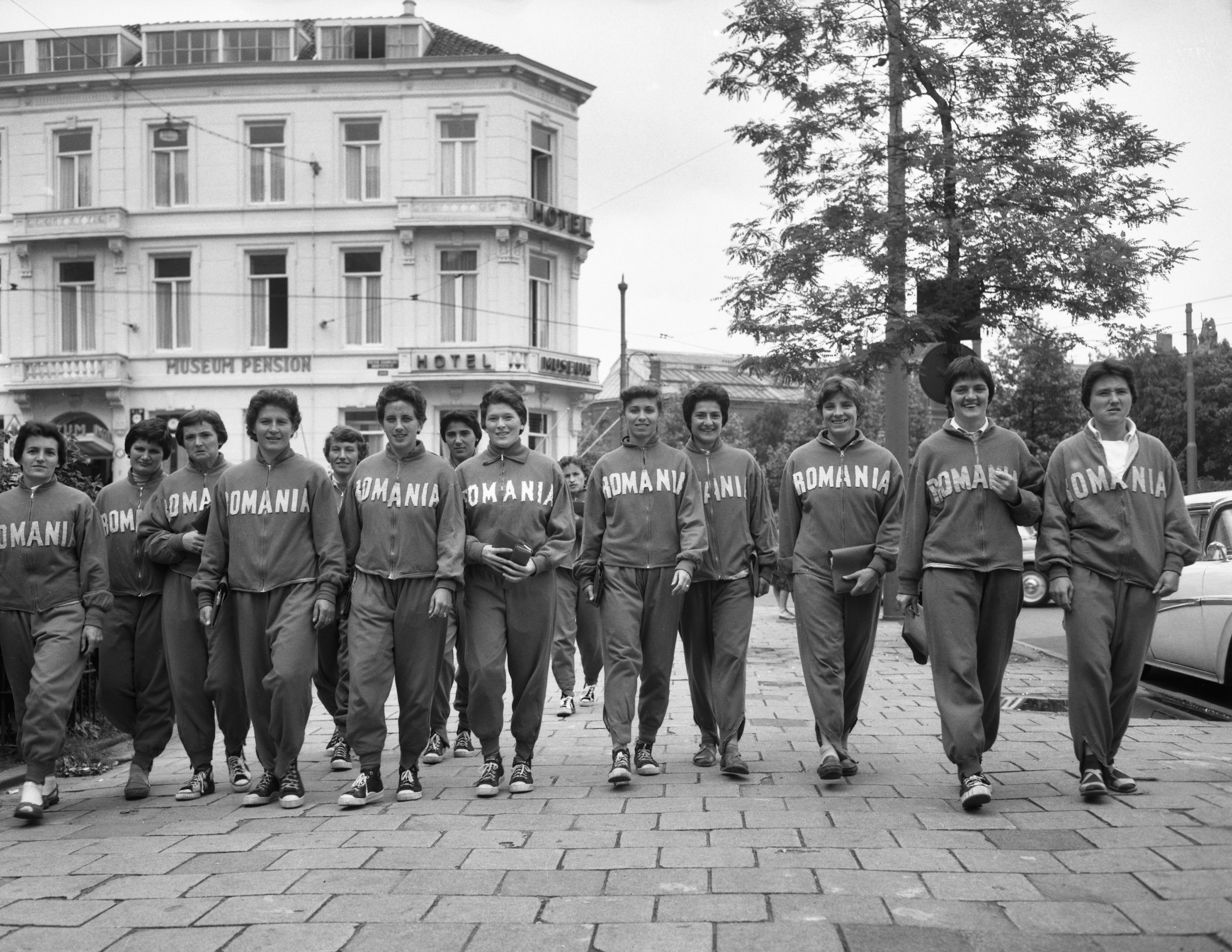
România, campioană mondială în 1960, la handbal în 11.

| An   | Poziție         |
| ---- | --------------- |
| 1960 | Câștigătoare    |
| 1956 | Câștigătoare    |
| 1949 | Nu a participat |

#### Handbaliste în All-Star Team la Campionatele Mondiale în 7 jucătoare
Doina Furcoi (1975), Mariana Târcă (1995), Valentina Elisei (2005), Luminița Huțupan (2005), Ionela Gâlcă (2007), Valentina Ardean-Elisei (2015), Cristina Neagu (2015)

#### Handbaliste în All-Star Team la Campionatele Mondiale în 11 jucătoare
Irene Nagy-Klimovski (1956, 1960)

#### Cea mai bună marcatoare la Campionatele Mondiale
Carmen Amariei (1999), 67 de goluri;

Cristina Neagu (2015), 63 de goluri;

### Rezultate la Campionatele Europene

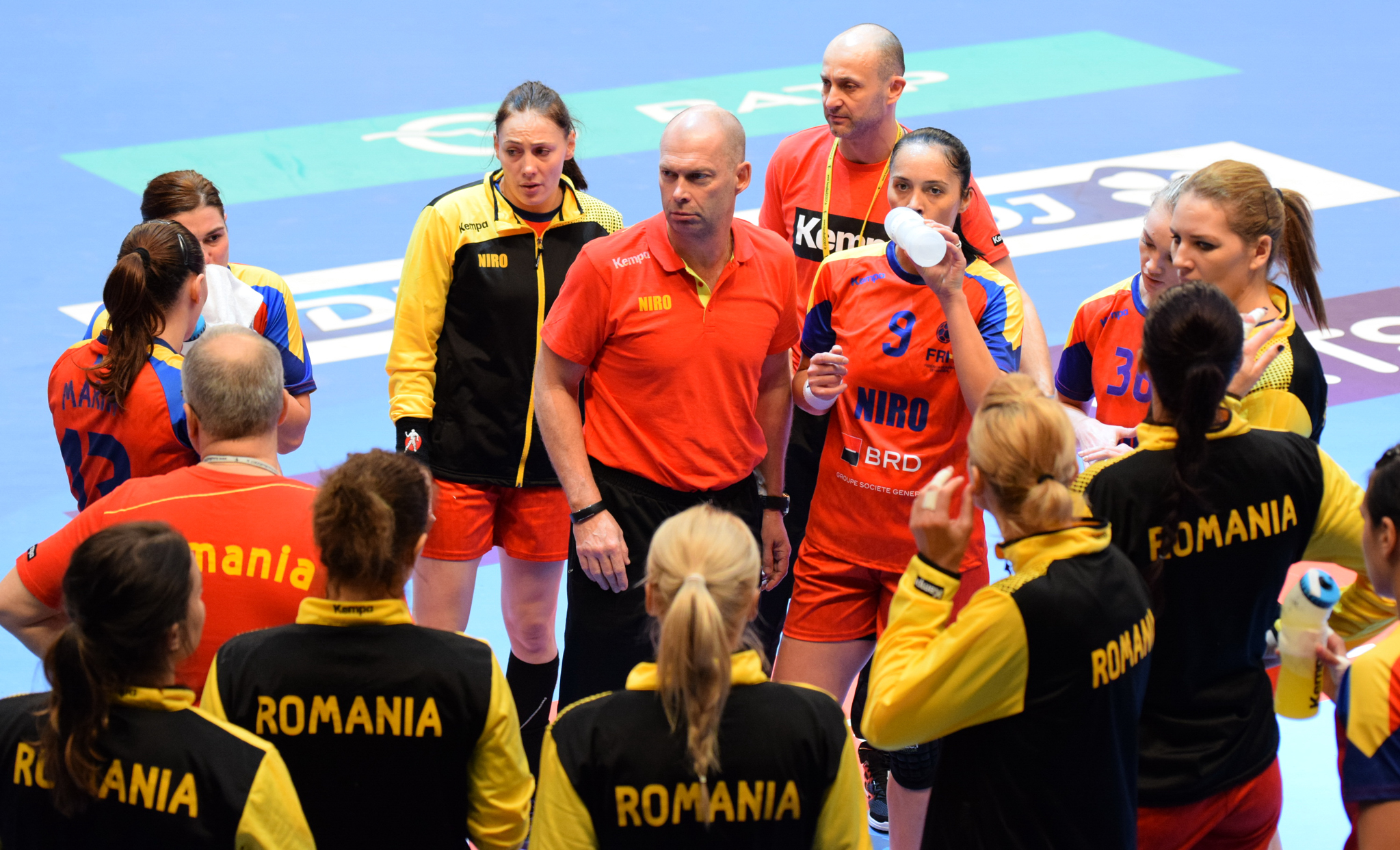
Time-out al echipei României în timpul unui meci contra Cubei, pe 29 noiembrie 2015.

| An   | Poziție          |
| ---- | ---------------- |
| 2026 | calificată       |
| 2024 | Locul 11         |
| 2022 | Locul 12         |
| 2020 | Locul 12         |
| 2018 | Locul 4          |
| 2016 | Locul 5          |
| 2014 | Locul 9          |
| 2012 | Locul 10         |
| 2010 | Locul 3          |
| 2008 | Locul 5          |
| 2006 | Nu s-a calificat |
| 2004 | Locul 7          |
| 2002 | Locul 7          |
| 2000 | Locul 4          |
| 1998 | Locul 11         |
| 1996 | Locul 5          |
| 1994 | Locul 10         |

#### Handbaliste în All-Star Team la Campionatele Europene
Luminița Huțupan (2000), Valentina Elisei (2008), Cristina Neagu (2010), Cristina Neagu (2014), Crina Pintea (2018)

#### Cea mai bună marcatoare la Campionatele Europene
Simona Gogîrlă (2000), 68 de goluri

Cristina Neagu (2010), 53 de goluri

### Rezultate la Cupa Mondială GF
- Cupa Mondială GF 2005: locul 4
- Cupa Mondială GF 2006: locul 2
- Cupa Mondială GF 2007: locul 5
- Cupa Mondială GF 2008: locul 8
- Cupa Mondială GF 2009: Câștigătoare
- Cupa Mondială GF 2010: Câștigătoare
- Cupa Mondială GF 2011: locul 7
- GF Forsikring Golden League 2012: nu a participat

## Echipa
Lotul oficial lărgit al echipei României cuprinde 33 de handbaliste. Componența acestui lot poate fi consultată pe pagina web oficială a Federației Române de Handbal.

### Componența actuală
Lotul convocat de antrenorii Florentin Pera și Bogdan Burcea pentru Campionatul European din 2022:
Antrenor principal:  Florentin Pera

Antrenor secund:  Bogdan Burcea
| Nr. | Post            | Nume                     | Data nașterii (vârsta) | Înălțime | Selecții | Goluri | Echipă                         |
| --- | --------------- | ------------------------ | ---------------------- | -------- | -------- | ------ | ------------------------------ |
| 4   | Centru          | Laura Pristăvița         | 20 iulie 1989          | 1,75 m   | 28       | 17     | CS Gloria 2018 Bistrița-Năsăud |
| 7   | Centru          | Eliza Buceschi           | 1 august 1993          | 1,77 m   | 86       | 207    | CS Rapid București             |
| 8   | Inter stânga    | Cristina Neagu (căpitan) | 26 august 1988         | 1,80 m   | 207      | 897    | CSM București                  |
| 9   | Extremă stânga  | Ana Maria Tănasie        | 6 aprilie 1995         | 1,73 m   | 15       | 14     | CS Minaur Baia Mare            |
| 12  | Portar          | Diana Ciucă              | 1 iunie 2000           | 1,80 m   | 22       | 0      | CS Rapid București             |
| 14  | Inter stânga    | Bianca Bazaliu           | 30 iulie 1997          | 1,83 m   | 12       | 21     | CS Gloria 2018 Bistrița-Năsăud |
| 20  | Portar          | Iulia Dumanska           | 15 august 1996         | 1,78 m   | 63       | 0      | CS Gloria 2018 Bistrița-Năsăud |
| 21  | Extremă stânga  | Alexandra Dindiligan     | 16 februarie 1997      | 1,74 m   | 14       | 23     | CSM București                  |
| 22  | Extremă dreapta | Alexandra Badea          | 22 mai 1998            | 1,77 m   | 9        | 11     | CS Rapid București             |
| 23  | Pivot           | Andreea Țîrle            | 2 aprilie 2002         | 1,77 m   | 0        | 0      | CS Minaur Baia Mare            |
| 27  | Pivot           | Lorena Ostase            | 25 iulie 1997          | 1,79 m   | 28       | 31     | CS Rapid București             |
| 28  | Inter stânga    | Diana Lixăndroiu         | 14 august 2005         | 1,84 m   | 0        | 0      | CSM Slatina                    |
| 30  | Extremă dreapta | Sonia Seraficeanu        | 25 iulie 1997          | 1,74 m   | 18       | 21     | CS Gloria 2018 Bistrița-Năsăud |
| 32  | Extremă dreapta | Mihaela Mihai            | 15 decembrie 2004      | 1,78 m   | 0        | 0      | CSM București                  |
| 77  | Pivot           | Crina Pintea             | 3 aprilie 1990         | 1,92 m   | 103      | 172    | CSM București                  |
| 89  | Extrema stângă  | Corina Lupei             | 12 iulie 2002          | 1,75 m   | 0        | 0      | SCM Râmnicu Vâlcea             |
| 98  | Portar          | Daciana Hosu             | 16 ianuarie 1998       | 1,81 m   | 17       | 0      | SCM Râmnicu Vâlcea             |
| 99  | Inter stânga    | Sorina Grozav            | 27 mai 1999            | 1,75 m   | 7        | 19     | CS Rapid București             |

#### Banca tehnică
| Ecuson | Nume                  | Post                 |
| ------ | --------------------- | -------------------- |
| A      | Florentin Pera        | Antrenor principal   |
| B      | Bogdan Burcea         | Antrenor secund      |
| C      | Ildiko Barbu          | Antrenor cu portarii |
| D      | Florin Oancea         | Medic                |
| E      | Victor Baciu          | Fizioterapeut        |
| F      | Aureliana Gurău       | Fizioterapeut        |
| G      | Nicoleta Alexandrescu | Oficial              |
| H      | Radu Cheregi          | Oficial              |

### Componențe anterioare
| Nr. | Post            | Nume                     | Data nașterii (vârsta) | Înălțime | Selecții | Goluri | Echipă                         |
| --- | --------------- | ------------------------ | ---------------------- | -------- | -------- | ------ | ------------------------------ |
| 4   | Centru          | Laura Pristăvița         | 20 iulie 1989          | 1,75 m   | 28       | 17     | CS Gloria 2018 Bistrița-Năsăud |
| 7   | Centru          | Eliza Buceschi           | 1 august 1993          | 1,77 m   | 86       | 207    | CS Rapid București             |
| 8   | Inter stânga    | Cristina Neagu (căpitan) | 26 august 1988         | 1,80 m   | 207      | 897    | CSM București                  |
| 9   | Extremă stânga  | Ana Maria Tănasie        | 6 aprilie 1995         | 1,73 m   | 15       | 14     | CS Minaur Baia Mare            |
| 12  | Portar          | Diana Ciucă              | 1 iunie 2000           | 1,80 m   | 22       | 0      | CS Rapid București             |
| 14  | Inter stânga    | Bianca Bazaliu           | 30 iulie 1997          | 1,83 m   | 12       | 21     | CS Gloria 2018 Bistrița-Năsăud |
| 20  | Portar          | Iulia Dumanska           | 15 august 1996         | 1,78 m   | 63       | 0      | CS Gloria 2018 Bistrița-Năsăud |
| 21  | Extremă stânga  | Alexandra Dindiligan     | 16 februarie 1997      | 1,74 m   | 14       | 23     | CSM București                  |
| 22  | Extremă dreapta | Alexandra Badea          | 22 mai 1998            | 1,77 m   | 9        | 11     | CS Rapid București             |
| 23  | Pivot           | Andreea Țîrle            | 2 aprilie 2002         | 1,77 m   | 0        | 0      | CS Minaur Baia Mare            |
| 27  | Pivot           | Lorena Ostase            | 25 iulie 1997          | 1,79 m   | 28       | 31     | CS Rapid București             |
| 28  | Inter stânga    | Diana Lixăndroiu         | 14 august 2005         | 1,84 m   | 0        | 0      | CSM Slatina                    |
| 30  | Extremă dreapta | Sonia Seraficeanu        | 25 iulie 1997          | 1,74 m   | 18       | 21     | CS Gloria 2018 Bistrița-Năsăud |
| 32  | Extremă dreapta | Mihaela Mihai            | 15 decembrie 2004      | 1,78 m   | 0        | 0      | CSM București                  |
| 77  | Pivot           | Crina Pintea             | 3 aprilie 1990         | 1,92 m   | 103      | 172    | CSM București                  |
| 89  | Inter dreapta   | Corina Lupei             | 12 iulie 2002          | 1,75 m   | 0        | 0      | SCM Râmnicu Vâlcea             |
| 98  | Portar          | Daciana Hosu             | 16 ianuarie 1998       | 1,81 m   | 17       | 0      | SCM Râmnicu Vâlcea             |
| 99  | Inter stânga    | Sorina Grozav            | 27 mai 1999            | 1,75 m   | 7        | 19     | CS Rapid București             |

| Nr. | Post            | Nume                     | Data nașterii (vârsta) | Înălțime | Selecții | Goluri | Echipă                         |
| --- | --------------- | ------------------------ | ---------------------- | -------- | -------- | ------ | ------------------------------ |
| 4   | Centru          | Laura Pristăvița         | 20 iulie 1989          | 1,75 m   | 28       | 17     | CS Gloria 2018 Bistrița-Năsăud |
| 7   | Centru          | Eliza Buceschi           | 1 august 1993          | 1,77 m   | 86       | 207    | CS Rapid București             |
| 8   | Inter stânga    | Cristina Neagu (căpitan) | 26 august 1988         | 1,80 m   | 207      | 897    | CSM București                  |
| 9   | Extremă stânga  | Ana Maria Tănasie        | 6 aprilie 1995         | 1,73 m   | 15       | 14     | CS Minaur Baia Mare            |
| 12  | Portar          | Diana Ciucă              | 1 iunie 2000           | 1,80 m   | 22       | 0      | CS Rapid București             |
| 14  | Inter stânga    | Bianca Bazaliu           | 30 iulie 1997          | 1,83 m   | 12       | 21     | CS Gloria 2018 Bistrița-Năsăud |
| 20  | Portar          | Iulia Dumanska           | 15 august 1996         | 1,78 m   | 63       | 0      | CS Gloria 2018 Bistrița-Năsăud |
| 21  | Extremă stânga  | Alexandra Dindiligan     | 16 februarie 1997      | 1,74 m   | 14       | 23     | CSM București                  |
| 22  | Extremă dreapta | Alexandra Badea          | 22 mai 1998            | 1,77 m   | 9        | 11     | CS Rapid București             |
| 23  | Pivot           | Andreea Țîrle            | 2 aprilie 2002         | 1,77 m   | 0        | 0      | CS Minaur Baia Mare            |
| 27  | Pivot           | Lorena Ostase            | 25 iulie 1997          | 1,79 m   | 28       | 31     | CS Rapid București             |
| 28  | Inter stânga    | Diana Lixăndroiu         | 14 august 2005         | 1,84 m   | 0        | 0      | CSM Slatina                    |
| 30  | Extremă dreapta | Sonia Seraficeanu        | 25 iulie 1997          | 1,74 m   | 18       | 21     | CS Gloria 2018 Bistrița-Năsăud |
| 32  | Extremă dreapta | Mihaela Mihai            | 15 decembrie 2004      | 1,78 m   | 0        | 0      | CSM București                  |
| 77  | Pivot           | Crina Pintea             | 3 aprilie 1990         | 1,92 m   | 103      | 172    | CSM București                  |
| 89  | Inter dreapta   | Corina Lupei             | 12 iulie 2002          | 1,75 m   | 0        | 0      | SCM Râmnicu Vâlcea             |
| 98  | Portar          | Daciana Hosu             | 16 ianuarie 1998       | 1,81 m   | 17       | 0      | SCM Râmnicu Vâlcea             |
| 99  | Inter stânga    | Sorina Grozav            | 27 mai 1999            | 1,75 m   | 7        | 19     | CS Rapid București             |

| Ecuson | Nume                  | Post                 |
| ------ | --------------------- | -------------------- |
| A      | Florentin Pera        | Antrenor principal   |
| B      | Bogdan Burcea         | Antrenor secund      |
| C      | Ildiko Barbu          | Antrenor cu portarii |
| D      | Florin Oancea         | Medic                |
| E      | Victor Baciu          | Fizioterapeut        |
| F      | Aureliana Gurău       | Fizioterapeut        |
| G      | Nicoleta Alexandrescu | Oficial              |
| H      | Radu Cheregi          | Oficial              |

| Nr. | Post            | Nume                   | Data nașterii (vârsta) | Înălțime | Selecții | Goluri | Echipă                         |
| --- | --------------- | ---------------------- | ---------------------- | -------- | -------- | ------ | ------------------------------ |
| 2   | Extremă stânga  | Nicoleta Dincă         | 2 iulie 1988           | 1,73 m   | 35       | 27     | CS Gloria 2018 Bistrița-Năsăud |
| 3   | Centru          | Mădălina Zamfirescu    | 31 octombrie 1994      | 1,80 m   | 42       | 35     | SCM Gloria Buzău               |
| 6   | Pivot           | Alexandra Subțirică    | 8 decembrie 1987       | 1,70 m   | 8        | 4      | SCM Gloria Buzău               |
| 9   | Extremă stânga  | Ana Maria Tănasie      | 6 aprilie 1995         | 1,72 m   | 9        | 8      | CS Minaur Baia Mare            |
| 12  | Portar          | Diana Ciucă            | 1 iunie 2000           | 1,80 m   | 14       | 0      | CS Rapid București             |
| 13  | Centru          | Cristina Laslo         | 10 aprilie 1996        | 1,76 m   | 52       | 71     | CS Minaur Baia Mare            |
| 14  | Inter stânga    | Bianca Bazaliu         | 30 iulie 1997          | 1,83 m   | 4        | 6      | RK Podravka Koprivnica         |
| 20  | Portar          | Iulia Dumanska         | 15 august 1996         | 1,78 m   | 55       | 0      | RK Podravka Koprivnica         |
| 21  | Pivot           | Crina Pintea (căpitan) | 3 aprilie 1990         | 1,92 m   | 95       | 139    | Győri Audi ETO KC              |
| 26  | Inter stânga    | Anca Polocoșer         | 1 mai 1997             | 1,80 m   | 23       | 21     | CS Minaur Baia Mare            |
| 27  | Pivot           | Lorena Ostase          | 25 iulie 1997          | 1,79 m   | 20       | 17     | CSM Slatina                    |
| 29  | Centru          | Andreea Rotaru         | 20 februarie 1994      | 1,75 m   | 19       | 11     | SCM Craiova                    |
| 31  | Inter stânga    | Bianca Harabagiu       | 31 mai 1995            | 1,82 m   | 17       | 9      | SCM Gloria Buzău               |
| 37  | Extremă dreapta | Alexandra Badea        | 22 mai 1998            | 1,75 m   | 0        | 0      | CS Rapid București             |
| 55  | Extremă dreapta | Oana Borș              | 27 noiembrie 2003      | 1,71 m   | 0        | 0      | CS Minaur Baia Mare            |
| 89  | Extremă dreapta | Laura Moisă            | 21 august 1989         | 1,73 m   | 84       | 142    | CS Gloria 2018 Bistrița-Năsăud |
| 96  | Inter dreapta   | Alina Ilie             | 13 mai 1996            | 1,77 m   | 4        | 3      | SCM Gloria Buzău               |
| 97  | Extremă stânga  | Alexandra Dindiligan   | 16 februarie 1997      | 1,70 m   | 6        | 1      | CSM București                  |
| 98  | Portar          | Daciana Hosu           | 16 ianuarie 1998       | 1,82 m   | 9        | 0      | SCM Râmnicu Vâlcea             |

| Nr. | Post            | Nume                   | Data nașterii (vârsta) | Înălțime | Selecții | Goluri | Echipă                         |
| --- | --------------- | ---------------------- | ---------------------- | -------- | -------- | ------ | ------------------------------ |
| 2   | Extremă stânga  | Nicoleta Dincă         | 2 iulie 1988           | 1,73 m   | 35       | 27     | CS Gloria 2018 Bistrița-Năsăud |
| 3   | Centru          | Mădălina Zamfirescu    | 31 octombrie 1994      | 1,80 m   | 42       | 35     | SCM Gloria Buzău               |
| 6   | Pivot           | Alexandra Subțirică    | 8 decembrie 1987       | 1,70 m   | 8        | 4      | SCM Gloria Buzău               |
| 9   | Extremă stânga  | Ana Maria Tănasie      | 6 aprilie 1995         | 1,72 m   | 9        | 8      | CS Minaur Baia Mare            |
| 12  | Portar          | Diana Ciucă            | 1 iunie 2000           | 1,80 m   | 14       | 0      | CS Rapid București             |
| 13  | Centru          | Cristina Laslo         | 10 aprilie 1996        | 1,76 m   | 52       | 71     | CS Minaur Baia Mare            |
| 14  | Inter stânga    | Bianca Bazaliu         | 30 iulie 1997          | 1,83 m   | 4        | 6      | RK Podravka Koprivnica         |
| 20  | Portar          | Iulia Dumanska         | 15 august 1996         | 1,78 m   | 55       | 0      | RK Podravka Koprivnica         |
| 21  | Pivot           | Crina Pintea (căpitan) | 3 aprilie 1990         | 1,92 m   | 95       | 139    | Győri Audi ETO KC              |
| 26  | Inter stânga    | Anca Polocoșer         | 1 mai 1997             | 1,80 m   | 23       | 21     | CS Minaur Baia Mare            |
| 27  | Pivot           | Lorena Ostase          | 25 iulie 1997          | 1,79 m   | 20       | 17     | CSM Slatina                    |
| 29  | Centru          | Andreea Rotaru         | 20 februarie 1994      | 1,75 m   | 19       | 11     | SCM Craiova                    |
| 31  | Inter stânga    | Bianca Harabagiu       | 31 mai 1995            | 1,82 m   | 17       | 9      | SCM Gloria Buzău               |
| 37  | Extremă dreapta | Alexandra Badea        | 22 mai 1998            | 1,75 m   | 0        | 0      | CS Rapid București             |
| 55  | Extremă dreapta | Oana Borș              | 27 noiembrie 2003      | 1,71 m   | 0        | 0      | CS Minaur Baia Mare            |
| 89  | Extremă dreapta | Laura Moisă            | 21 august 1989         | 1,73 m   | 84       | 142    | CS Gloria 2018 Bistrița-Năsăud |
| 96  | Inter dreapta   | Alina Ilie             | 13 mai 1996            | 1,77 m   | 4        | 3      | SCM Gloria Buzău               |
| 97  | Extremă stânga  | Alexandra Dindiligan   | 16 februarie 1997      | 1,70 m   | 6        | 1      | CSM București                  |
| 98  | Portar          | Daciana Hosu           | 16 ianuarie 1998       | 1,82 m   | 9        | 0      | SCM Râmnicu Vâlcea             |

| Ecuson | Nume               | Post                 |
| ------ | ------------------ | -------------------- |
| A      | Adrian Vasile      | Antrenor principal   |
| B      | Bent Dahl          | Antrenor secund      |
| C      | Ildiko Barbu       | Antrenor cu portarii |
| D      | Claudiu Mărășteanu | Fizioterapeut        |
| E      | Cristinel Gigiu    | Fizioterapeut        |
| F      | Florin Ciocoiu     | Fizioterapeut        |

| Nr. | Post            | Nume                     | Data nașterii (vârsta) | Înălțime | Selecții | Goluri | Echipă                         |
| --- | --------------- | ------------------------ | ---------------------- | -------- | -------- | ------ | ------------------------------ |
| 1   | Portar          | Ana Maria Măzăreanu      | 4 februarie 1993       | 1,80 m   | 13       | 0      | CS Gloria 2018 Bistrița-Năsăud |
| 2   | Extremă stânga  | Nicoleta Dincă           | 2 iulie 1988           | 1,73 m   | 24       | 27     | CS Gloria 2018 Bistrița-Năsăud |
| 6   | Pivot           | Alexandra Subțirică      | 8 decembrie 1987       | 1,70 m   | 6        | 2      | Gloria Buzău                   |
| 7   | Centru          | Eliza Buceschi           | 1 august 1993          | 1,77 m   | 84       | 206    | CS Rapid București             |
| 8   | Inter stânga    | Cristina Neagu (căpitan) | 26 august 1988         | 1,80 m   | 204      | 880    | CSM București                  |
| 11  | Centru          | Ana Maria Țicu           | 23 februarie 1992      | 1,70 m   | 12       | 9      | SCM Craiova                    |
| 13  | Centru          | Cristina Laslo           | 10 aprilie 1996        | 1,77 m   | 25       | 27     | Minaur Baia Mare               |
| 16  | Portar          | Denisa Dedu              | 27 septembrie 1994     | 1,82 m   | 64       | 3      | CSM București                  |
| 17  | Centru          | Andreea Popa             | 3 ianuarie 2000        | 1,77 m   | 8        | 6      | Minaur Baia Mare               |
| 19  | Inter dreapta   | Laura Popa               | 29 iunie 1994          | 1,81 m   | 42       | 26     | CS Rapid București             |
| 20  | Portar          | Iulia Dumanska           | 15 august 1996         | 1,78 m   | 43       | 0      | RK Podravka                    |
| 26  | Inter stânga    | Anca Polocoșer           | 1 mai 1997             | 1,80 m   | 24       | 17     | Minaur Baia Mare               |
| 27  | Pivot           | Lorena Ostase            | 25 iulie 1997          | 1,79 m   | 15       | 35     | CSM Slatina                    |
| 30  | Extremă dreapta | Sonia Seraficeanu        | 25 iulie 1997          | 1,74 m   | 14       | 21     | Minaur Baia Mare               |
| 77  | Extremă stânga  | Ana Maria Iuganu         | 25 februarie 1990      | 1,75 m   | 30       | 27     | Gloria Buzău                   |
| 90  | Inter dreapta   | Ana Maria Savu           | 24 februarie 1990      | 1,86 m   | 31       | 30     | SCM Craiova                    |
| 97  | Extremă stânga  | Alexandra Dindiligan     | 16 februarie 1997      | 1,74 m   | 5        | 1      | HC Zalău                       |

| Nr. | Post            | Nume                     | Data nașterii (vârsta) | Înălțime | Selecții | Goluri | Echipă                         |
| --- | --------------- | ------------------------ | ---------------------- | -------- | -------- | ------ | ------------------------------ |
| 1   | Portar          | Ana Maria Măzăreanu      | 4 februarie 1993       | 1,80 m   | 13       | 0      | CS Gloria 2018 Bistrița-Năsăud |
| 2   | Extremă stânga  | Nicoleta Dincă           | 2 iulie 1988           | 1,73 m   | 24       | 27     | CS Gloria 2018 Bistrița-Năsăud |
| 6   | Pivot           | Alexandra Subțirică      | 8 decembrie 1987       | 1,70 m   | 6        | 2      | Gloria Buzău                   |
| 7   | Centru          | Eliza Buceschi           | 1 august 1993          | 1,77 m   | 84       | 206    | CS Rapid București             |
| 8   | Inter stânga    | Cristina Neagu (căpitan) | 26 august 1988         | 1,80 m   | 204      | 880    | CSM București                  |
| 11  | Centru          | Ana Maria Țicu           | 23 februarie 1992      | 1,70 m   | 12       | 9      | SCM Craiova                    |
| 13  | Centru          | Cristina Laslo           | 10 aprilie 1996        | 1,77 m   | 25       | 27     | Minaur Baia Mare               |
| 16  | Portar          | Denisa Dedu              | 27 septembrie 1994     | 1,82 m   | 64       | 3      | CSM București                  |
| 17  | Centru          | Andreea Popa             | 3 ianuarie 2000        | 1,77 m   | 8        | 6      | Minaur Baia Mare               |
| 19  | Inter dreapta   | Laura Popa               | 29 iunie 1994          | 1,81 m   | 42       | 26     | CS Rapid București             |
| 20  | Portar          | Iulia Dumanska           | 15 august 1996         | 1,78 m   | 43       | 0      | RK Podravka                    |
| 26  | Inter stânga    | Anca Polocoșer           | 1 mai 1997             | 1,80 m   | 24       | 17     | Minaur Baia Mare               |
| 27  | Pivot           | Lorena Ostase            | 25 iulie 1997          | 1,79 m   | 15       | 35     | CSM Slatina                    |
| 30  | Extremă dreapta | Sonia Seraficeanu        | 25 iulie 1997          | 1,74 m   | 14       | 21     | Minaur Baia Mare               |
| 77  | Extremă stânga  | Ana Maria Iuganu         | 25 februarie 1990      | 1,75 m   | 30       | 27     | Gloria Buzău                   |
| 90  | Inter dreapta   | Ana Maria Savu           | 24 februarie 1990      | 1,86 m   | 31       | 30     | SCM Craiova                    |
| 97  | Extremă stânga  | Alexandra Dindiligan     | 16 februarie 1997      | 1,74 m   | 5        | 1      | HC Zalău                       |

| Ecuson | Nume                  | Post                 |
| ------ | --------------------- | -------------------- |
| A      | Bogdan Burcea         | Antrenor principal   |
| B      | Robert Licu           | Antrenor secund      |
| C      | Jaume Fort Mauri      | Antrenor cu portarii |
| D      | Florin Ciocoiu        | Doctor               |
| E      | Lavinia Vlangăr       | Fizioterapeut        |
| F      | Valentin Cucu         | Fizioterapeut        |
| G      | Nicoleta Alexandrescu | Oficial              |
| H      | Radu Cheregi          | Analist video        |

| Nr. | Post            | Nume                     | Data nașterii (vârsta) | Înălțime | Selecții | Goluri | Echipă                  |
| --- | --------------- | ------------------------ | ---------------------- | -------- | -------- | ------ | ----------------------- |
| 1   | Portar          | Diana Ciucă              | 1 iunie 2000           | 1,81 m   | 2        | 0      | SCM Râmnicu Vâlcea      |
| 2   | Extremă dreapta | Aneta Udriștioiu         | 22 iunie 1989          | 1,65 m   | 44       | 51     | HC Dunărea Brăila       |
| 4   | Centru          | Laura Pristăvița         | 20 iulie 1989          | 1,76 m   | 31       | 54     | CS Gloria 2018 Bistrița |
| 8   | Inter stânga    | Cristina Neagu (căpitan) | 26 august 1988         | 1,80 m   | 187      | 772    | CSM București           |
| 9   | Pivot           | Raluca Băcăoanu          | 2 mai 1989             | 1,77 m   | 8        | 7      | SCM Râmnicu Vâlcea      |
| 11  | Inter stânga    | Gabriela Perianu         | 20 iunie 1994          | 1,86 m   | 46       | 51     | CSM București           |
| 14  | Extremă stânga  | Ana Maria Popa           | 25 februarie 1990      | 1,75 m   | 14       | 21     | Gloria Buzău            |
| 16  | Portar          | Denisa Dedu              | 27 septembrie 1994     | 1,82 m   | 39       | 2      | CSM București           |
| 20  | Portar          | Iulia Dumanska           | 15 august 1996         | 1,78 m   | 34       | 0      | SCM Râmnicu Vâlcea      |
| 21  | Pivot           | Crina Pintea             | 3 aprilie 1990         | 1,92 m   | 68       | 104    | CSM București           |
| 22  | Extremă stânga  | Cristina Florica         | 11 mai 1992            | 1,68 m   | 27       | 15     | SCM Râmnicu Vâlcea      |
| 24  | Centru          | Elena Dache              | 24 martie 1997         | 1,77 m   | 0        | 0      | HC Dunărea Brăila       |
| 26  | Inter stânga    | Anca Polocoșer           | 1 mai 1997             | 1,80 m   | 11       | 2      | Minaur Baia Mare        |
| 27  | Pivot           | Lorena Ostase            | 25 iulie 1997          | 1,79 m   | 6        | 4      | CSM Slatina             |
| 30  | Extremă dreapta | Sonia Seraficeanu        | 25 iulie 1997          | 1,74 m   | 5        | 2      | Minaur Baia Mare        |
| 31  | Centru          | Mădălina Zamfirescu      | 31 octombrie 1994      | 1,80 m   | 28       | 36     | SCM Râmnicu Vâlcea      |
| 88  | Inter dreapta   | Patricia Vizitiu         | 15 octombrie 1988      | 1,75 m   | 37       | 51     | SCM Craiova             |

| Nr. | Post            | Nume                     | Data nașterii (vârsta) | Înălțime | Selecții | Goluri | Echipă                  |
| --- | --------------- | ------------------------ | ---------------------- | -------- | -------- | ------ | ----------------------- |
| 1   | Portar          | Diana Ciucă              | 1 iunie 2000           | 1,81 m   | 2        | 0      | SCM Râmnicu Vâlcea      |
| 2   | Extremă dreapta | Aneta Udriștioiu         | 22 iunie 1989          | 1,65 m   | 44       | 51     | HC Dunărea Brăila       |
| 4   | Centru          | Laura Pristăvița         | 20 iulie 1989          | 1,76 m   | 31       | 54     | CS Gloria 2018 Bistrița |
| 8   | Inter stânga    | Cristina Neagu (căpitan) | 26 august 1988         | 1,80 m   | 187      | 772    | CSM București           |
| 9   | Pivot           | Raluca Băcăoanu          | 2 mai 1989             | 1,77 m   | 8        | 7      | SCM Râmnicu Vâlcea      |
| 11  | Inter stânga    | Gabriela Perianu         | 20 iunie 1994          | 1,86 m   | 46       | 51     | CSM București           |
| 14  | Extremă stânga  | Ana Maria Popa           | 25 februarie 1990      | 1,75 m   | 14       | 21     | Gloria Buzău            |
| 16  | Portar          | Denisa Dedu              | 27 septembrie 1994     | 1,82 m   | 39       | 2      | CSM București           |
| 20  | Portar          | Iulia Dumanska           | 15 august 1996         | 1,78 m   | 34       | 0      | SCM Râmnicu Vâlcea      |
| 21  | Pivot           | Crina Pintea             | 3 aprilie 1990         | 1,92 m   | 68       | 104    | CSM București           |
| 22  | Extremă stânga  | Cristina Florica         | 11 mai 1992            | 1,68 m   | 27       | 15     | SCM Râmnicu Vâlcea      |
| 24  | Centru          | Elena Dache              | 24 martie 1997         | 1,77 m   | 0        | 0      | HC Dunărea Brăila       |
| 26  | Inter stânga    | Anca Polocoșer           | 1 mai 1997             | 1,80 m   | 11       | 2      | Minaur Baia Mare        |
| 27  | Pivot           | Lorena Ostase            | 25 iulie 1997          | 1,79 m   | 6        | 4      | CSM Slatina             |
| 30  | Extremă dreapta | Sonia Seraficeanu        | 25 iulie 1997          | 1,74 m   | 5        | 2      | Minaur Baia Mare        |
| 31  | Centru          | Mădălina Zamfirescu      | 31 octombrie 1994      | 1,80 m   | 28       | 36     | SCM Râmnicu Vâlcea      |
| 88  | Inter dreapta   | Patricia Vizitiu         | 15 octombrie 1988      | 1,75 m   | 37       | 51     | SCM Craiova             |

| Ecuson | Nume               | Post                 |
| ------ | ------------------ | -------------------- |
| A      | Tomas Ryde         | Antrenor principal   |
| B      | Costică Buceschi   | Antrenor secund      |
| C      | Jaume Fort Mauri   | Antrenor cu portarii |
| D      | Claudiu Mărășteanu | Fizioterapeut        |
| E      | Cătălin Rațiu      | Fizioterapeut        |

## Componențele anterioare ale echipei României
În cea mai mare parte, informațiile sunt preluate din enciclopedia de handbal intitulată „Istoria jocului”, întocmită de profesorul Constantin Popescu Pilică și disponibilă pe pagina oficială a Federației Române de Handbal. Deoarece uneori aceleași nume sunt ortografiate diferit, în special cele ale jucătoarelor de etnie maghiară sau germană, în lista de mai jos a fost preluată grafia din diverse documente oficiale emise de către instituții ale statului român.
Campionatul Mondial din 1956 (locul 1) - în 11 jucătoare
Aurora Bran-Popescu, Carolina Cârligeanu, Ileana Colesnicov, Lucia Dobre, Magda Draser-Haberpursch, Victorița Dumitrescu, Irene Günther-Kinn, Elena Jianu (căpitan), Irene Nagy-Klimovski, Elena Pădureanu, Aurelia Sălăgean-Tudor, Maria Scheip-Constantinescu, Anna Stark-Stănișel, Iosefina Ștefănescu-Ugron, Mora Windt-Martini.
Antrenori: Constantin Popescu Pilică, Gabriel Zugrăvescu, Niculae Nedeff (antrenor federal)
Campionatul Mondial din 1957 (locul 9)
Liliana Borcea, Elena Boldijar, Brigitte Bucur, Elisabeta Goloșie, Inge Gross, Ella Jecu, Mariana Jipa, Jana Mateescu, Angela Minculescu, Marilena Mitea, Aurora Niculescu, Gerlinde Oprea-Reipp, Elena Roșu-Tellmannn, Elena Ticu, Antoaneta Vasile-Oțelea.
Antrenor: Victor Cojocaru
Campionatul Mondial din 1960 (locul 1) - în 11 jucătoare
Aurora Bran-Popescu, Carolina Cârligeanu, Lucia Dobre, Victorița Dumitrescu, Irene Günther-Kinn, Elena Jianu, Aurora Leonte-Niculescu, Irene Nagy-Klimovski, Elena Pădureanu, Elena Roșu, Aurelia Sălăgean-Tudor, Maria Scheip-Constantinescu, Anna Stark-Stănișel, Iosefina Ștefănescu-Ugron, Antoaneta Vasile-Oțelea.
Antrenori: Constantin Popescu Pilică, Niculae Nedeff (antrenor federal)
Campionatul Mondial din 1962 (locul 1)
Liliana Borcea, Cornelia Constantinescu, Constanța Dumitrescu, Victorița Dumitrescu, Edeltraut Franz-Sauer, Felicia Gheorghiță-Bâtlan, Elena Hedeșiu, Aurora Leonte-Niculescu, Iuliana Naco, Irene Nagy-Klimovski, Anna Nemetz-Schauberger, Aurelia Sălăgean-Tudor, Maria Scheip-Constantinescu, Anna Stark-Stănișel, Iosefina Ștefănescu-Ugron, Antoaneta Vasile-Oțelea.
Antrenori: Constantin Popescu Pilică, Niculae Nedeff (antrenor federal)
Campionatul Mondial din 1965 (locul 6)
Elena Dobârceanu-Răducanu, Constanța Dumitrescu, Lidia Dumitru, Rodica Floroianu-Vidu, Edeltraut Franz-Sauer, Elena Hedeșiu, Lucreția Anca Moise, Aurora Leonte-Niculescu, Iuliana Naco, Irene Nagy-Klimovski, Anna Nemetz-Schauberger, Aurelia Sălăgean-Tudor, Aneta Schramko, Anna Stark-Stănișel.
Antrenori: Constantin Popescu Pilică, Francisc Spier
Campionatul Mondial din 1971 (locul 4)
Simona Arghir-Sandu, Petruța Băicoianu-Cojocaru, Maria Buzaș, Doina Furcoi-Solomonov, Nadire Ibadula-Luțaș, Constanța Ilie, Mária Laczkovics-Magyari, Magdalena Miklós, Emilia Munteanu, Irene Nagy-Klimovski, Irene Oancea, Terezia Popa, Aneta Schramko, Rozália Soós.
Antrenor: Gabriel Zugrăvescu, Pompiliu Simion (antrenor federal)
Campionatul Mondial din 1973 (locul 2)
Simona Arghir-Sandu, Petruța Băicoianu-Cojocaru, Maria Bosi-Igorov, Elena Frâncu, Doina Furcoi-Solomonov, Hilda Hrivnak-Popescu, Elisabeta Ionescu, Christine Metzenrath-Petrovici, Magdalena Miklós-Ilyés, Lucreția Moise, Irene Oancea, Constantina Pițigoi, Maria Popa-Manta, Rozália Soós, Lidia Stan, Viorica Vieru.
Antrenori: Constantin Popescu Pilică, Dan Bălășescu
Campionatul Mondial din 1975 (locul 4)
Simona Arghir-Sandu, Petruța Băicoianu-Cojocaru, Maria Bosi-Igorov, Doina Furcoi-Solomonov, Iuliana Hobincu, Nadire Ibadula-Luțaș, Elisabeta Ionescu, Viorica Ionică, Georgeta Lăcustă-Manolescu, Christine Metzenrath-Petrovici, Mariana Mihoc, Magdalena Miklós-Ilyés, Irene Oancea, Constantina Pițigoi, Rozália Soós, Lidia Stan.
Antrenori: Constantin Popescu Pilică, Dan Bălășescu
Jocurile Olimpice din 1976 (locul 4)
Simona Arghir-Sandu, Petruța Băicoianu-Cojocaru, Maria Bosi-Igorov, Doina Furcoi-Solomonov, Iuliana Hobincu, Elisabeta Ionescu, Viorica Ionică, Georgeta Lăcustă-Manolescu, Christine Metzenrath-Petrovici, Magdalena Miklós-Ilyés.
Antrenori: Constantin Popescu Pilică, Dan Bălășescu
Campionatul Mondial din 1978 (locul 7)
Darinca Andrei-Marcov, Simona Arghir-Sandu, Angela Avădanei, Maria Bosi-Igorov, Éva Gál-Mózsi, Iuliana Hobincu, Monica Iacob, Elisabeta Ionescu, Viorica Ionică, Nicoleta Iordache-Sasu, Gheorghița Mălai-Oprea, Magdalena Miklós-Ilyés, Irene Oancea, Magda Pereș, Maria Török-Duca, Lidia Stan.
Antrenori: Francisc Spier, Ioan Bota
Campionatul Mondial din 1982 (locul 8)
Angela Avădanei, Elena Ciubotaru, Valentina Cozma, Rodica Covaliuc, Rodica Grigoraș, Viorica Ionică, Niculina Iordache-Preoțescu, Laurica Lupșor, Gheorghița Mălai-Oprea, Ana Moldovan, Hajnal Pálfi-Jianu, Adriana Pătruț, Nicoleta Pleșoianu-Cârțu, Zoranca Ștefanovici, Mariana Târcă, Maria Török-Duca.
Antrenori: Constantin Lache, Remus Drăgănescu
Campionatul Mondial din 1986 (locul 5)
Angela Bloj, Lucia Butnărașu, Elena Ciubotaru, Valentina Cozma, Rodica Covaliuc, Filofteia Danilof, Éva Gál-Mózsi, Eszter László, Laurica Lunca, Viorica Ionică, Rodica Marian, Doina Rodeanu, Cristina Tache, Mariana Târcă, Maria Török-Duca, Edit Török-Matei.
Antrenori: Eugen Bartha, Pompiliu Simion (antrenor federal)
Campionatul Mondial din 1990 (locul 7)
Gabriela Antoneanu, Valentina Cozma, Marilena Doiciu, Nicoleta Cârțu, Beatrice Duca, Nadina Dumitru, Simona Iovănescu, Florica Ivan, Sorina Lefter, Emilia Luca, Eszter Mátéfi, Edit Matei, Adina Mărgulescu, Carmen Moldovan, Elisabeta Roșu, Mariana Târcă.
Antrenori: Bogdan Macovei, Gheorghe Sbora, Gheorghe Ionescu
Campionatul Mondial din 1993 (locul 4)
Gabriela Artene, Lenuța Borș, Nicoleta Câțu, Valentina Cozma, Marilena Doiciu, Lidia Drăgănescu, Nadina Dumitru, Simona Iovănescu, Sorina Kosinski, Sorina Lefter, Carmen Moldovan, Elisabeta Roșu, Corina Șchiopu, Mariana Târcă.
Antrenori: Gheorghe Sbora, Tiberius Milea, Bogdan Macovei (antrenor federal)
Campionatul European din 1994 (locul 10)
Gabriela Antoneanu, Mihaela Apostol, Mihaela Ciobanu, Mihaela Ciora, Cristina Dogaru-Cucuian, Marilena Doiciu-Györffi, Monica Iacob, Sorina Kosinski, Steluța Lazăr, Isabela Paraschiv, Carmen Petca, Victorina Stoenescu-Bora, Corina Șchiopu, Alina Țurcaș-Jula.
Antrenori: Gheorghe Tadici, Gheorghe Ionescu, Pompiliu Simion (antrenor federal)
Campionatul Mondial din 1995 (locul 7)
Mihaela Apostol, Mihaela Bobocea, Corina Ciolacu, Valentina Cozma, Alina Dobrin, Cristina Dogaru-Cucuian, Marilena Doiciu-Györffi, Lidia Drăgănescu, Roxana Gheorghiu, Simona Iovănescu, Steluța Lazăr, Marilena Pătru, Carmen Petca, Elisabeta Roșu, Mariana Târcă, Florica Vasile-Ivan.
Antrenori: Gheorghe Ionescu, Mircea Anton, Remus Drăgănescu (antrenor federal)
Campionatul European din 1996 (locul 5)
Mihaela Apostol, Mihaela Bobocea, Valentina Cozma, Lidia Drăgănescu, Roxana Gheorghiu, Ildikó Kerekes-Barbu, Petronela Melinte, Marilena Pătru, Carmen Petca, Lăcrămioara Pintilie, Luminița Stroe-Chiriev, Corina Șchiopu, Mariana Târcă, Alina Țurcaș-Jula, Olimpia Vereș.
Antrenori: Cornel Bădulescu, Constantin Popescu Pilică
Campionatul Mondial din 1997 (locul 12)
Mihaela Apostol, Mihaela Ciobanu, Alina Dobrin, Roxana Gheorghiu, Simona Gogîrlă, Elena Iorgu, Lăcrămioara Lazăr, Steluța Lazăr, Valeria Motogna, Carmen Petca, Luminița Stroe-Chiriev, Mariana Târcă, Alina Țurcaș-Jula, Magdalena Urdea, Olimpia Vereș.
Antrenori: Cornel Bădulescu, Gheorghe Tadici, Remus Drăgănescu (antrenor federal)
Campionatul European din 1998 (locul 11)
Carmen Amariei, Mihaela Bobocea, Victorina Bora, Alina Dobrin, Cristina Dogaru-Cucuian, Simona Gogîrlă, Luminița Huțupan, Maria Iorgu, Narcisa Lecușanu, Steluța Lazăr, Cristina Mihai, Ramona Mihalache, Marilena Pătru, Maria Rădoi, Ana Maria Stecz, Simona Stanciu.
Antrenori: Remus Drăgănescu, Dinu Cojocaru, Mariana Târcă
Campionatul Mondial din 1999 (locul 4)
Carmen Amariei, Valentina Cozma, Sanda Criste, Alina Dobrin, Luminița Huțupan, Monica Iacob, Mihaela Ignat, Ildikó Kerekes-Barbu, Steluța Lazăr, Ramona Maier, Marilena Pătru, Aurelia Stoica, Gabriela Tănase, Talida Tolnai, Cristina Vărzaru.
Antrenori: Bogdan Macovei, Gheorghe Tadici, Dumitru Muși
Jocurile Olimpice din 2000 (locul 7)
Carmen Amariei, Victorina Bora, Alina Dobrin, Cristina Dogaru-Cucuian, Lidia Drăgănescu, Luminița Huțupan, Mihaela Ignat (căpitan), Steluța Lazăr, Ramona Maier, Valeria Motogna, Elena Năpar, Aurelia Stoica, Gabriela Tănase, Talida Tolnai, Cristina Vărzaru.
Antrenori: Bogdan Macovei, Dumitru Muși
Campionatul European din 2000 (locul 4)
Alina Ariton, Victorina Bora, Cristina Dogaru-Cucuian, Ionela Gâlcă, Iuliana Gheorghe, Simona Gogîrlă, Luminița Huțupan, Mihaela Ignat (căpitan), Ildikó Kerekes-Barbu, Steluța Lazăr, Cristina Mihai, Carmen Nițescu, Marinela Pătru, Aurelia Stoica, Mădălina Straton-Simule, Cristina Vărzaru.
Antrenori: Dumitru Muși, Constantin Popescu Pilică
Campionatul Mondial din 2001 (locul 17)
Carmen Amariei, Luminița Chiriev, Alina Dobrin, Cristina Dumitrescu, Nicoleta Gâscă, Simona Gogîrlă, Luminița Huțupan, Ildikó Kerekes-Barbu, Steluța Lazăr, Florina Nicolescu, Carmen Nițescu, Aurelia Stoica, Tereza Tamaș, Geanina Toncean, Cristina Vărzaru.
Antrenori: Dumitru Muși, Ioan Gherhard
Campionatul European din 2002 (locul 7)
Carmen Amariei, Aurelia Brădeanu, Amelia Busuioceanu, Alina Dobrin, Petronica Fedorneac, Nicoleta Gâscă, Ionela Goran, Luminița Huțupan, Ildikó Kerekes-Barbu, Ana Maria Lazer, Steluța Lazăr, Valeria Motogna, Carmen Nițescu, Gabriela Tănase-Hobjilă, Talida Tolnai, Cristina Vărzaru.
Antrenori: Dumitru Muși, Ioan Gherhard
Campionatul Mondial din 2003 (locul 10)
Carmen Amariei, Aurelia Brădeanu, Alina Dobrin, Ionela Gâlcă, Nicoleta Gâscă, Simona Gogîrlă, Luminița Huțupan, Ildikó Kerekes-Barbu, Steluța Lazăr, Valeria Motogna, Mihaela Senocico, Gabriela Tănase-Hobjilă, Tereza Tamaș, Cristina Vărzaru, Georgeta Vârtic.
Antrenori: Cornel Oțelea, Aurelian Roșca
Campionatul European din 2004 (locul 7)
Carmen Amariei, Elena Avădanei, Aurelia Brădeanu, Anișoara Durac, Valentina Elisei, Roxana Gatzel, Ionela Gâlcă, Simona Gogîrlă, Luminița Huțupan, Ramona Maier, Oana Manea, Ionica Munteanu, Adina Olariu, Paula Rădulescu, Mihaela Senocico, Mădălina Straton-Simule, Cristina Vărzaru.
Antrenori: Cornel Oțelea, Aurelian Roșca
Campionatul Mondial din 2005 (locul 2)
Aurelia Brădeanu, Oana Chirilă, Valentina Elisei, Roxana Gatzel, Ionela Gâlcă, Simona Gogîrlă, Luminița Huțupan, Raluca Ivan, Steluța Lazăr, Ana Maria Lazer, Narcisa Lecușanu, Ramona Maier, Paula Rădulescu, Mihaela Urcan, Tereza Tamaș, Cristina Vărzaru.
Antrenori: Gheorghe Tadici, Dumitru Muși
Campionatul Mondial din 2007 (locul 4)
Camelia Balint, Florina Bârsan, Aurelia Brădeanu, Ionela Gâlcă, Luminița Huțupan, Raluca Ivan, Steluța Lazăr, Narcisa Lecușanu, Ramona Maier, Adina Meiroșu, Valeria Motogna, Cristina Neagu, Adriana Nechita, Tereza Tamaș, Talida Tolnai, Clara Vădineanu.
Antrenori: Gheorghe Tadici, Dumitru Muși
Jocurile Olimpice din 2008 (locul 7)
Carmen Amariei, Florina Bârsan, Aurelia Brădeanu, Valentina Elisei, Ionela Gâlcă, Luminița Huțupan, Steluța Lazăr, Narcisa Lecușanu, Ramona Maier, Adina Meiroșu, Valeria Motogna, Cristina Neagu, Adriana Nechita, Mihaela Senocico, Tereza Tamaș, Talida Tolnai.
Antrenori: Gheorghe Tadici, Dumitru Muși
Campionatul European din 2008 (locul 5)
Carmen Amariei, Camelia Balint, Florina Bârsan, Oana Chirilă, Cătălina Cioaric, Daniela Crap, Valentina Elisei-Ardean, Ramona Farcău, Florentina Grecu-Stanciu, Melinda Geiger, Luminița Huțupan, Narcisa Lecușanu, Oana Manea, Adina Meiroșu, Cristina Neagu, Paula Rădulescu.
Antrenori: Radu Voina, Vlad Caba
Campionatul Mondial din 2009 (locul 8)
Carmen Amariei, Florina Bârsan, Ramona Farcău, Adina Fiera, Florentina Grecu-Stanciu, Melinda Geiger, Narcisa Lecușanu, Oana Manea, Ada Moldovan, Cristina Neagu, Adriana Nechita, Iulia Pușcașu, Mihaela Smedescu, Ionela Stanca, Mihaela Tivadar, Paula Ungureanu, Clara Vădineanu, Cristina Vărzaru.
Antrenori: Radu Voina, Vlad Caba
Campionatul European din 2010 (locul 3)
Florina Bârsan, Aurelia Brădeanu, Valentina Elisei-Ardean, Adina Fiera, Melinda Geiger, Roxana Han, Oana Manea, Ada Moldovan, Cristina Neagu, Adriana Nechita, Magdalena Paraschiv, Mihaela Smedescu, Ionela Stanca, Oana Șoit, Mihaela Tivadar, Talida Tolnai, Paula Ungureanu, Cristina Vărzaru.
Antrenori: Radu Voina, Luminița Huțupan-Dinu
Campionatul Mondial din 2011 (locul 13)
Carmen Amariei, Daniela Băbeanu, Florina Bârsan, Aurelia Brădeanu, Carmen Cartaș, Oana Chirilă, Iulia Curea, Denisa Dedu, Valentina Elisei-Ardean, Ramona Farcău, Adina Fiera, Oana Manea, Adriana Nechita, Tereza Tamaș, Mihaela Tivadar, Talida Tolnai, Cristina Vărzaru.
Antrenori: Radu Voina, Luminița Huțupan-Dinu
Campionatul European din 2012 (locul 10)
Aurelia Brădeanu, Iulia Curea, Nicoleta Dincă, Oana Manea, Adina Meiroșu, Cristina Neagu, Adriana Nechita, Magdalena Paraschiv, Crina Pintea, Mihaela Smedescu, Ionela Stanca, Mihaela Tivadar, Talida Tolnai, Adriana Țăcălie, Paula Ungureanu, Clara Vădineanu.
Antrenori: Gheorghe Tadici, Bogdan Burcea, Florentin Pera
Campionatul Mondial din 2013 (locul 10)
Valentina Ardean-Elisei, Aurelia Brădeanu, Eliza Buceschi, Laura Chiper, Georgiana Ciuciulete, Denisa Dedu, Nicoleta Dincă, Oana Manea, Luciana Marin, Cristina Neagu, Adriana Nechita, Gabriela Perianu, Crina Pintea, Aneta Pîrvuț, Talida Tolnai, Adriana Țăcălie, Paula Ungureanu
Antrenori: Gheorghe Tadici, Florentin Pera
Campionatul European din 2014 (locul 9)
Valentina Ardean-Elisei, Daniela Băbeanu, Oana Bondar, Aurelia Brădeanu (căpitan), Florina Chintoan, Laura Chiper, Georgiana Ciuciulete, Denisa Dedu, Camelia Hotea, Ionica Munteanu, Cristina Neagu, Adriana Nechita, Gabriela Perianu, Crina Pintea, Aneta Pîrvuț, Adriana Țăcălie, Paula Ungureanu, Cristina Zamfir
Antrenori: Gheorghe Tadici, Florentin Pera, Bogdan Burcea
Campionatul Mondial din 2015 (locul 3)
Valentina Ardean-Elisei (căpitan), Aurelia Brădeanu, Eliza Buceschi, Laura Chiper, Melinda Geiger, Luciana Marin, Oana Manea, Ionica Munteanu, Cristina Neagu, Adriana Nechita, Gabriela Perianu, Crina Pintea, Paula Ungureanu, Gabriella Szűcs, Ana Maria Tănăsie, Patricia Vizitiu
Antrenori: Tomas Ryde, Costică Buceschi
Jocurile Olimpice din 2016 (locul 9)
Valentina Ardean-Elisei (căpitan), Aurelia Brădeanu, Eliza Buceschi, Laura Chiper, Florina Chintoan, Melinda Geiger, Camelia Hotea, Oana Manea, Ionica Munteanu, Cristina Neagu, Gabriela Perianu, Paula Ungureanu, Gabriella Szűcs, Patricia Vizitiu
Antrenori: Tomas Ryde, Costică Buceschi
Campionatul European din 2016 (locul 5)
Eliza Buceschi, Florina Chintoan, Laura Chiper, Denisa Dedu, Iulia Dumanska, Cristina Florica, Melinda Geiger, Ana Maria Iuganu, Cristina Laslo, Oana Manea, Cristina Neagu (căpitan), Crina Pintea, Laura Popa, Gabriella Szűcs, Aneta Udriștioiu, Paula Ungureanu, Cristina Zamfir, Mădălina Zamfirescu
Antrenori: Ambros Martín, Costică Buceschi
Campionatul Mondial din 2017 (locul 10)
Valentina Ardean-Elisei, Ana Maria Berbece, Eliza Buceschi, Denisa Dedu, Ana Maria Dragut, Iulia Dumanska, Cristina Florianu, Melinda Geiger, Cristina Laslo, Cristina Neagu (căpitan), Crina Pintea, Ana Maria Popa, Gabriella Szűcs, Timea Tătar, Cynthia Tomescu, Aneta Udriștioiu, Mădălina Zamfirescu
Antrenori: Ambros Martín, Horațiu Pașca
Campionatul European din 2018 (locul 5)
Valentina Ardean-Elisei, Bianca Bazaliu, Raluca Băcăoanu, Eliza Buceschi, Laura Chiper, Denisa Dedu, Ana Maria Dragut, Iulia Dumanska, Cristina Florianu, Cristina Florica, Melinda Geiger, Cristina Laslo, Cristina Neagu (căpitan), Gabriela Perianu, Crina Pintea, Anca Polocoșer, Daniela Rațiu, Aneta Udriștioiu, Mădălina Zamfirescu
Antrenori: Ambros Martín, Horațiu Pașca
Campionatul Mondial din 2019 (locul 12)
Raluca Băcăoanu, Diana Ciucă, Elena Dache, Denisa Dedu, Iulia Dumanska, Cristina Florica, Cristina Neagu (căpitan), Lorena Ostase, Ana Maria Măzăreanu, Anca Polocoșer, Ana Maria Popa, Laura Pristăvița, Sonia Seraficeanu, Aneta Udriștioiu, Patricia Vizitiu, Mădălina Zamfirescu
Antrenori: Tomas Ryde, Costică Buceschi
Campionatul European din 2020 (locul 12)
Eliza Buceschi, Denisa Dedu, Nicoleta Dincă, Alexandra Dindiligan, Iulia Dumanska, Ana Maria Iuganu, Cristina Laslo, Ana Maria Măzăreanu, Cristina Neagu (căpitan), Lorena Ostase, Andreea Popa, Laura Popa, Anca Polocoșer, Ana Maria Savu, Sonia Seraficeanu, Alexandra Subțirică, Ana Maria Țicu
Antrenori: Bogdan Burcea, Robert Licu
Campionatul Mondial din 2021 (locul 13)
Alexandra Badea, Bianca Bazaliu, Oana Borș, Diana Ciucă, Nicoleta Dincă, Alexandra Dindiligan, Iulia Dumanska, Bianca Harabagiu, Daciana Hosu, Alina Ilie, Cristina Laslo, Laura Moisă, Lorena Ostase, Crina Pintea (căpitan), Anca Polocoșer, Andreea Rotaru, Alexandra Subțirică, Ana Maria Tănasie, Mădălina Zamfirescu
Antrenori: Adrian Vasile, Bent Dahl
Campionatul European din 2022 (locul 12)
Alexandra Badea, Bianca Bazaliu, Eliza Buceschi, Diana Ciucă, Alexandra Dindiligan, Iulia Dumanska, Sorina Grozav, Daciana Hosu, Diana Lixăndroiu, Corina Lupei, Mihaela Mihai, Cristina Neagu (căpitan), Lorena Ostase, Crina Pintea, Laura Pristăvița, Sonia Seraficeanu, Ana Maria Tănasie, Andreea Țîrle
Antrenori: Florentin Pera, Bogdan Burcea

## Handbaliste naturalizate
Din echipa României au făcut în trecut parte handbaliste care au fost ulterior naturalizate și au jucat pentru alte echipe naționale. De asemenea, o handbalistă care a jucat anterior pentru altă țară, dar apoi a evoluat pentru echipa națională a României.

### Handbaliste naturalizate de alte țări
- Mihaela Ciobanu (a evoluat ulterior pentru Spania);
- Sorina Lefter (a evoluat ulterior pentru Austria);
- Edit Matei (a evoluat ulterior pentru Austria);
- Eszter Mátéfi (a evoluat ulterior pentru Ungaria);
- Simona Spiridon (a evoluat ulterior pentru Austria);
- Florentina Grecu-Stanciu (a evoluat ulterior pentru Islanda);

### Handbaliste naturalizate de România
- Gabriella Szűcs (a evoluat anterior pentru Ungaria);
- Iaroslava Burlacenko (a evoluat anterior pentru Ucraina);
- Asma Elghaoui (a evoluat anterior pentru Tunisia și Ungaria);

## Antrenori
| Perioadă                            | Antrenor principal           | Antrenori secunzi                              |
| ----------------------------------- | ---------------------------- | ---------------------------------------------- |
| 1988–1994                           | Bogdan Macovei               | Gheorghe Ionescu Gheorghe Sbora Lucian Râșniță |
| 1994                                | Gheorghe Tadici              | Gheorghe Ionescu                               |
| 1995–1996                           | Gheorghe Ionescu             | Mircea Anton                                   |
| 1996–5 ianuarie 1999                | Cornel Bădulescu             | Constantin Popescu Pilică Gheorghe Tadici      |
| 13 ianuarie 1999–13 noiembrie 2000  | Bogdan Macovei               | Gheorghe Tadici Dumitru Muși                   |
| 13 noiembrie 2000–24 ianuarie 2002  | Dumitru Muși                 | Constantin Popescu Ioan Gherhard               |
| 24 ianuarie 2002–4 ianuarie 2005    | Cornel Oțelea                | Aurelian Roșca                                 |
| 31 ianuarie 2005–16 septembrie 2008 | Gheorghe Tadici              | Dumitru Muși                                   |
| 16 septembrie 2008–26 mai 2012      | Radu Voina                   | Vlad Caba Luminița Huțupan-Dinu                |
| 25 iunie 2012–10 ianuarie 2015      | Gheorghe Tadici              | Bogdan Burcea Florentin Pera                   |
| 9 martie 2015–4 septembrie 2016     | Tomas Ryde                   | Costică Buceschi                               |
| 4 septembrie 2016–10 mai 2019       | Ambros Martín                | Costică Buceschi Horațiu Pașca                 |
| 10 mai 2019–6 ianuarie 2020         | Tomas Ryde                   | Costică Buceschi                               |
| 16 ianuarie 2020–12 ianuarie 2021   | Bogdan Burcea și Robert Licu | —                                              |
| 19 ianuarie 2021–30 iunie 2022      | Adrian Vasile                | Bent Dahl                                      |
| 10 august 2022–0                    | Florentin Pera               | Bogdan Burcea                                  |